# Procephalothrix
Procephalothrix — род невооружённых немертин семейства Cephalothricidae отряда Palaeonemertea. Содержит 3 вида (по другим источникам, 2). Встречаются на берегу Тихого океана.

## Биологическое описание
Черви часто сворачиваются в спираль. Тело бледного или бело-жёлтого цвета, часто с розоватым оттенком. Диаметр тела чрезвычайно мал, 2—5 мм. Длина, в зависимости от вида, колеблется от 15 см до 1 м.

## Виды
Обычно выделяется 3 вида, первый из них иногда не рассматривается отдельно.
- Procephalothrix filiformis
- Procephalothrix major
- Procephalothrix spiralis